# Francesco Antonucci
Francesco Antonucci (Charleroi, 20 giugno 1999) è un calciatore belga, centrocampista dell'Al-Shahaniya.

## Biografia
Ha origini italiane, pertanto possiede anche il passaporto di quel Paese.

## Carriera

### Club
Cresciuto nel settore giovanile del Monaco, dal 2017 al 2019 totalizza 50 presenze e 13 reti con la squadra riserve. Il 28 agosto 2019 passa in prestito al Volendam, società della seconda divisione olandese. Il 13 agosto 2020 viene acquistato a titolo definitivo dal Feyenoord, firmando un contratto quadriennale e ceduto in prestito al Volendam per l'intera durata della stagione. Rientrato alla base, il 22 agosto 2021 fa il suo esordio con la squadra di Rotterdam, in occasione dell'incontro dei turni preliminari di Conference League pareggiato per 0-0 contro il Drita. Il 6 gennaio 2022 torna in prestito al Volendam, con opzione per un altro anno in caso di promozione. Ottenuta la promozione in massima serie, il 7 agosto successivo ha esordito in Eredivisie, disputando l'incontro pareggiato per 2-2 contro il Groningen.

### Nazionale
Ha rappresentato le nazionali giovanili belghe.

## Statistiche

### Presenze e reti nei club
Statistiche aggiornate al 5 febbraio 2023.
| Stagione        | Squadra         | Campionato      | Campionato | Campionato | Coppe nazionali | Coppe nazionali | Coppe nazionali | Coppe continentali | Coppe continentali | Coppe continentali | Altre coppe | Altre coppe | Altre coppe | Totale | Totale |
| Stagione        | Squadra         | Comp            | Pres       | Reti       | Comp            | Pres            | Reti            | Comp               | Pres               | Reti               | Comp        | Pres        | Reti        | Pres   | Reti   |
| --------------- | --------------- | --------------- | ---------- | ---------- | --------------- | --------------- | --------------- | ------------------ | ------------------ | ------------------ | ----------- | ----------- | ----------- | ------ | ------ |
| 2016-2017       | Monaco 2        | CFA             | 6          | 0          |                 | -               | -               |                    | -                  | -                  |             | -           | -           | 6      | 0      |
| 2017-2018       | Monaco 2        | N2              | 23         | 5          |                 | -               | -               |                    | -                  | -                  |             | -           | -           | 23     | 5      |
| 2018-2019       | Monaco 2        | N2              | 19         | 8          |                 | -               | -               |                    | -                  | -                  |             | -           | -           | 19     | 8      |
| ago. 2019       | Monaco 2        | N2              | 2          | 0          |                 | -               | -               |                    | -                  | -                  |             | -           | -           | 2      | 0      |
| Totale Monaco 2 | Totale Monaco 2 | Totale Monaco 2 | 50         | 13         |                 | -               | -               |                    | -                  | -                  |             | -           | -           | 50     | 13     |
| 2019-2020       | Volendam        | 1D              | 20         | 11         | CO              | 1               | 0               |                    | -                  | -                  |             | -           | -           | 21     | 11     |
| 2020-2021       | Volendam        | 1D              | 31+1       | 4+0        | CO              | 0               | 0               |                    | -                  | -                  |             | -           | -           | 32     | 4      |
| 2021-gen. 2022  | Feyenoord       | ED              | 0          | 0          | CO              | 0               | 0               | UECL               | 1                  | 0                  |             | -           | -           | 1      | 0      |
| gen.-giu. 2022  | Volendam        | 1D              | 16         | 1          | CO              | -               | -               |                    | -                  | -                  |             | -           | -           | 16     | 1      |
| 2022-2023       | Volendam        | ED              | 4          | 0          | CO              | 0               | 0               |                    | -                  | -                  |             | -           | -           | 4      | 0      |
| Totale carriera | Totale carriera | Totale carriera | 151        | 33         |                 | 1               | 0               |                    | 1                  | 0                  |             | -           | -           | 153    | 33     |